# Brandon Banks
Pour les articles homonymes, voir Banks.
(en) Statistiques sur pro-football-reference
(en) Statistiques sur statscrew
Brandon Banks (né le 21 décembre 1987 à Garner en Caroline du Nord) est un joueur américain de football américain et de football canadien. Le 27 janvier 2022, après 111 matchs avec les Tiger-Cats de Hamilton, l'équipe et Banks conviennent de se séparer. En février, il signe un contrat avec le traditionnel rival d'Hamilton, les Argonauts de Toronto.

## Enfance
Banks étudie à la Garner Magnet High School (en) de sa ville natale de Garner. Les Trojans de Garner Magnet remporte trois fois consécutivement le titre de champion de conférence. Il est aussi reconnu comme un grand athlète après avoir effectué des temps de 10,42 secondes au 100 mètres et 21,44 secondes au 200 mètres.

## Carrière

### Université
Il entre d'abord au Bakersfield College (en) où PrepStar le nomme dans l'équipe des meilleurs joueurs des Colleges après une saison où Bakersfield se classe #1 au niveau national. Il bat le record de l'école avec quinze touchdowns.
En 2008, il est transféré aux Wildcats de Kansas State où il commence la saison 2008. Lors de cette saison, il reçoit soixante-sept passes pour 1049 yards et neuf touchdowns, devenant le sixième joueur de l'histoire de l'université à parcourir mille yards lors d'une saison. Il fait partie de l'équipe spéciale où il retourne un coup d'envoi en touchdown de quatre-vingt-dix-huit yards contre les Cornhuskers du Nebraska.

### Professionnel
Brandon Banks n'est sélectionné par aucune équipe lors du draft de la NFL. Le 17 mai 2010, il signe comme agent libre non-drafté avec les Redskins de Washington. Lors du premier match de la pré-saison 2010, il retourne un punt en touchdown de soixante-dix-sept yards contre les Bills de Buffalo le 13 août 2010. Washington se sépare de Banks le 26 septembre et il signe trois jours plus tard avec l'équipe d'entraînement. Il revient en équipe active et lors de son premier match en NFL, il retourne son premier punt officiel en parcourant cinquante-et-un yards contre les Eagles de Philadelphie. Lors de la sixième journée, il bloque un field goal d'Adam Vinatieri contre les Colts d'Indianapolis. Le 31 octobre 2010, lors de la huitième journée, il retourne un kickoff en touchdown de quatre-vingt-seize yards contre les Lions de Détroit.
Lors de la quatorzième journée de la saison 2011, il s'essaye au poste de quarterback et fait la première passe de sa carrière en NFL, contre les Patriots de la Nouvelle-Angleterre pour Santana Moss qui inscrit un touchdown de quarante-neuf yards.
Le 30 septembre 2013, Banks signe chez les Tiger-Cats de Hamilton, une franchise de la Ligue canadienne de football. De 2014 à 2017, il est le retourneur de bottés attitré de son club, mais à partir de là est de plus en plus employé comme receveur de passes, devenant le leader de la ligue à ce poste en 2019. En novembre 2014, il marque deux touchés sur des bottés de dégagement pour mener son club à la finale de la coupe Grey face aux Alouettes de Montréal. Il est choisi joueur par excellence de la ligue pour la saison 2019.

## Palmarès
- Équipe de la conférence Big 12 2009
- Seconde équipe All-American 2009
- Choisi sur l'équipe d'étoiles de la Ligue canadienne de football en 2014, 2015, 2018 et 2019
- Choisi sur l'équipe d'étoiles de la division Est de la LCF chaque année de 2014 à 2019
- Joueur par excellence de la Ligue canadienne de football en 2019[6]